# 遠山友明
遠山 友明（とおやま ともあき）は、江戸時代中期の大名。美濃苗木藩の第8代藩主。

## 略歴
享保4年（1719年）1月11日（表向きには享保2年（1717年））、常陸府中藩主松平頼明の四男として生まれた。母は林元房の娘・婉。
享保18年（1733年）3月11日、第7代藩主・遠山友央の養嗣子となり、幕府には享保2年（1717年）に頼明と林氏との間に生まれた三男と偽って届け出た。4月5日に遠山家に移り、その後、友央の長女と婚姻した。
同年5月1日、将軍・徳川吉宗に御目見した。同年12月18日、従五位下に叙任され丹後守と称した。
享保19年（1734年）2月12日、名を友張に改名した。
元文5年（1740年）8月27日、友央が隠居したため家督を嗣いだ。
寛保元年(1741年)4月24日に江戸を出発し、5月1日に初めて苗木城へ入城した。
寛保2年(1742年)6月2日、佐渡守に改めた。
寛保3年（1743年）9月5日、妻の俊が16歳で没し、江戸高輪の東禅寺に葬った。
延享2年（1745年）1月29日、友央の長男の左吉(遠山友清)を養子とした。
享保17年（1732年）閏5月25日、500石の旗本であった友央が、遠山友将の死去により、末期養子として苗木藩主を相続した際に、旗本として分知されていた500石を飛騨に近い加茂郡佐見村の4村（大野・小野・寺前・吉田）を幕府に渡し、高山陣屋の飛騨郡代の支配下となっていたが、
延享2年（1745年）7月、高山陣屋の飛騨郡代が長谷川庄五郎から幸田善太夫に替わると、佐見村の内で210石は本田であるが、290石は新田なので上知できないので別の村から本田を290石差し出すように求められた。
そのため下野村369石のうち、290石を幕府（高山陣屋の飛騨郡代）に渡し、残り79石は苗木藩に残した。そのことにより、佐見村内の新田分の290石は苗木藩に戻った。
延享5年（1748年）5月15日、友明に改名した。
江戸の呉服橋御門番・日比谷御門番・常盤橋御門番を勤めた。
宝暦3年（1753年）春に発病し、6月1日に江戸で没した。友央の長男で養嗣子の友清が苗木藩主を嗣いだ。享年35。
墓所は岐阜県中津川市苗木の苗木遠山家廟所。